# Остров Святого Павла (Аляска)
Остров Святого Павла (англ. St Paul Island) — один из островов Прибылова, расположенных в Беринговом море. В административном отношении входят в состав штата Аляска, США.

## География

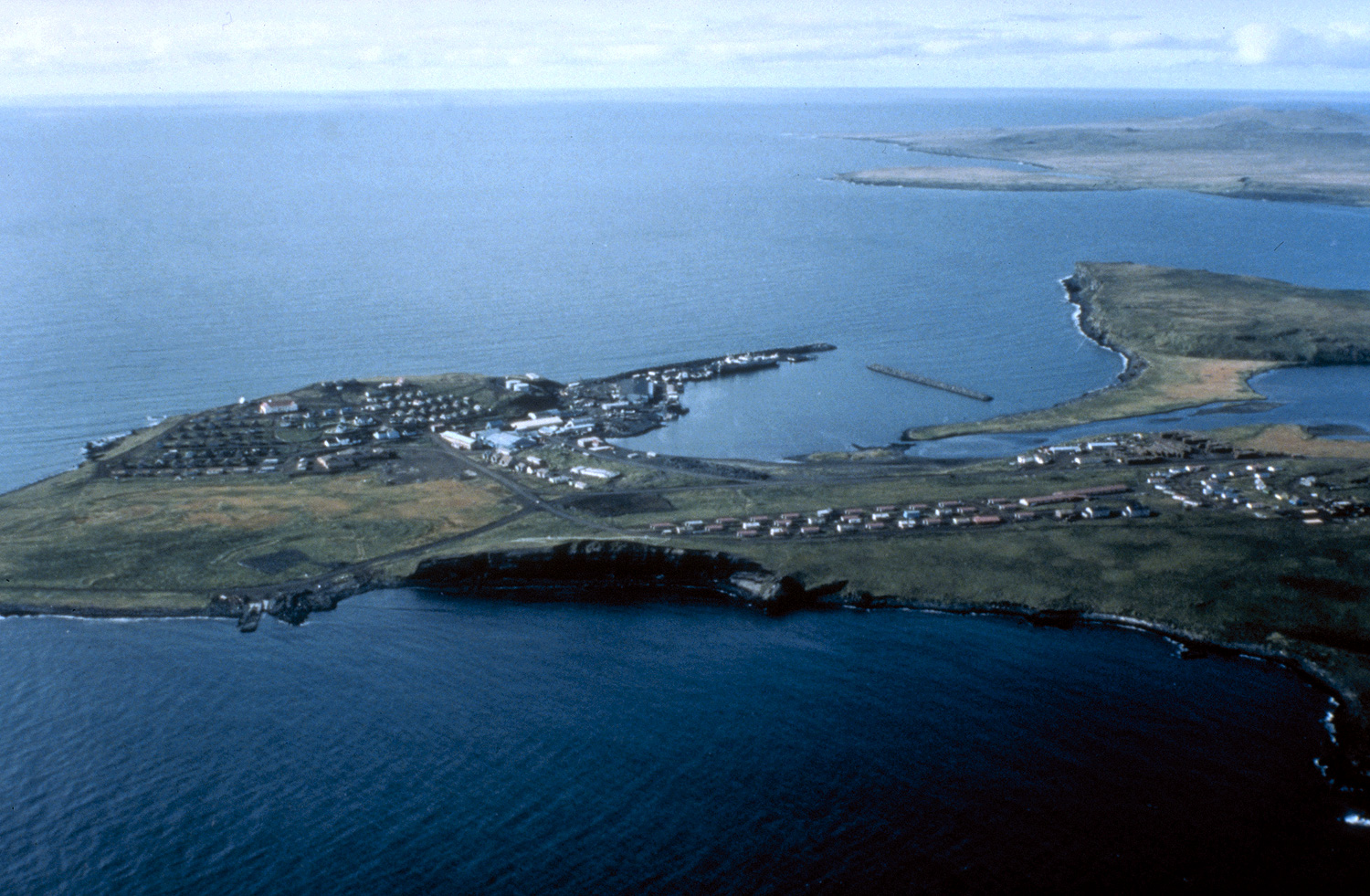
Остров Святого Павла, вид с воздуха

Острова Святого Павла — самый большой из островов Прибылова, имеет площадь 104 км². Составляет 21,7 км в длину (в направлении с северо-востока на юго-запад) и 12,3 км в ширину (в наиболее широкой части). Остров имеет вулканическое происхождение. Высшая точка острова, холм Раш, составляет 203 м над уровнем моря. Он поднимается над высокой равниной западного побережья, высота которой составляет в среднем менее 46 м. Большая часть острова представляет собой довольно низменное сочетание каменистых плато и долин. Длина береговой линии составляет 73,2 км. Побережье — сильно изрезанное, скалистое, однако в мелководных заливах имеются длинные пляжи.
Возле острова Святого Павла имеются необитаемые скалы Оттер и Моржовый остров. Как и другие острова Прибылова, остров Святого Павла входит в состав Аляскинского морского национального заповедника.

### Климат
Климат острова характеризуется как полярный и находится под сильным влиянием холодных вод Беренгова моря. Самый холодный месяц года — февраль, а самый тёплый — август. Тем не менее, разница между средним минимумом февраля и средним максимумом августа составляет только 17,7 °C. Средняя годовая температура — выше нуля и составляет 1,85 °C. Средние месячные температуры остаются ниже нулевой отметки с декабря по апрель. Рекордная минимальная температура была зафиксирована 14 марта 1971 года и составила −28 °C; рекордный максимум был отмечен 25 августа 1987 года и составил 19 °C. Годовая норма осадков составляет около 605 мм. Средняя влажность — более 80 %.

### Живая природа
Остров является лежбищем для более чем 500 000 северных морских котиков и гнездовьем для миллионов морских птиц.

#### Мамонты
Карликовая разновидность шерстистого мамонта проживала на острове Святого Павла ещё 5600 лет назад, что делает эту популяцию наиболее поздно существовавшей популяцией североамериканских мамонтов. Использовав радиоуглеродный анализ, изучение ДНК мамонтов и изучение проб отложений со дна одного из нескольких пресных озёр острова Святого Павла, учёные выяснили, что в результате потепления остров стал уменьшаться в размерах, солёная вода стала все чаще попадать в пресные озёра острова и мамонты вымерли из-за нехватки пресной воды.

## История
Остров был открыт Гавриилом Прибыловом 12 июля 1786 года, во время поиска места размножения северных морских котиков. Три года спустя у побережья острова потерпело крушение судно «Иоанн Предтеча». Оно считалось пропавшим без вести, пока в 1793 году выживших членов команды не забрал с острова Герасим Измайлов.
В 1907 году на острове была построена русская православная церковь св. Петра и Павла. Ранее здесь была деревянная часовня во имя Апостолов св. Петра и Павла, построенная в 1821 году.

## Население
Изначально остров был необитаемым. Когда началась интенсивная добыча котиков в Беринговом море, то на острова переселились алеуты. По данным переписи 2000 года население острова составило 532 человека; из них 457 человек (86 %) — коренное население Аляски. Всё население острова проживает в городе Сент-Пол.